# División de Honor de bádminton 2023-24
La División de Honor de bádminton 2023-24 es la 37.ª edición de la máxima categoría de la Liga Nacional de Clubes de bádminton en España. Es organizada por la Federación Española de Bádminton. Participan 10 equipos divididos en dos grupos, que se clasifican a una final a cuatro.

## Equipos participantes

### Grupo A
| Equipo                              | Ciudad     | Recinto                                                               |
| ----------------------------------- | ---------- | --------------------------------------------------------------------- |
| Recreativo IES La Orden             | Huelva     | Polideportivo Andrés Estrada y Palacio de los Deportes Carolina Marín |
| Club Bádminton Oviedo               | Oviedo     | Polideportivo Corredoria Arena                                        |
| Club Bádminton Ravachol Pontevedra  | Pontevedra | Centro Gallego de Tecnificación Deportiva                             |
| Club Badminton Pitiús               | Ibiza      |                                                                       |
| Club Bádminton Paracuellos Torrejón | Madrid     | Paracuellos-POLIDEPORTIVO DE PARACUELLOS DE JARAMA                    |

### Grupo B
| Equipo                            | Ciudad       | Recinto                                             |
| --------------------------------- | ------------ | --------------------------------------------------- |
| CB Arjonilla                      | Arjonilla    | Pabellón Municipal de Arjonilla                     |
| Club Bádminton Rinconada          | La Rinconada | Pabellón Fernando Martín                            |
| Granada GRUPO TORRES              | Granada      | Complejo Deportivo Núñez Blanca - Zaidín            |
| CB San Fernando                   | Valencia     | Pabellón Fuensanta                                  |
| Club Bádminton Alicante Intercity | Alicante     | Alicante-Centro de Tecnificación Deportiva Alicante |

## Clasificación

### Grupo A
|                                                                    | Equipo                              | Puntos | J | G | P | PG | PP | JF  | JC  | PF   | PC   |
| ------------------------------------------------------------------ | ----------------------------------- | ------ | - | - | - | -- | -- | --- | --- | ---- | ---- |
| 1                                                                  | Recreativo IES La Orden             | 18     | 8 | 6 | 2 | 42 | 14 | 138 | 67  | 2038 | 1556 |
| 2                                                                  | Club Bádminton Ravachol Pontevedra  | 18     | 8 | 6 | 2 | 32 | 24 | 106 | 86  | 1636 | 1635 |
| 3                                                                  | CB Arjonilla                        | 15     | 8 | 5 | 3 | 34 | 22 | 120 | 78  | 1834 | 1592 |
| 4                                                                  | Club Bádminton Oviedo               | 9      | 8 | 3 | 5 | 24 | 32 | 89  | 104 | 1635 | 1711 |
| 5                                                                  | Club Bádminton Paracuellos Torrejón | 0      | 8 | 0 | 8 | 8  | 48 | 38  | 156 | 1326 | 1975 |
| Fuente: Federación Española de Bádminton; actualización automática |                                     |        |   |   |   |    |    |     |     |      |      |

### Grupo B
|                                                                    | Equipo                            | Puntos | J | G | P | PG | PP | JF  | JC  | PF   | PC   |
| ------------------------------------------------------------------ | --------------------------------- | ------ | - | - | - | -- | -- | --- | --- | ---- | ---- |
| 1                                                                  | CB Rinconada                      | 21     | 8 | 7 | 1 | 41 | 15 | 131 | 63  | 1853 | 1517 |
| 2                                                                  | CB Arjonilla                      | 12     | 8 | 4 | 4 | 27 | 29 | 104 | 105 | 1882 | 1847 |
| 3                                                                  | CB San Fernando                   | 12     | 8 | 4 | 4 | 27 | 29 | 100 | 101 | 1740 | 1803 |
| 4                                                                  | Granada Torres                    | 9      | 8 | 3 | 5 | 22 | 34 | 81  | 123 | 1707 | 1925 |
| 5                                                                  | Club Bádminton Alicante Intercity | 6      | 8 | 2 | 6 | 23 | 33 | 92  | 116 | 1812 | 1902 |
| Fuente: Federación Española de Bádminton; actualización automática |                                   |        |   |   |   |    |    |     |     |      |      |

### Playoffs

#### Por el campeonato
|  | Semifinales | Semifinales | Semifinales |  |  | Final | Final | Final | Final |  |
|  |             |             |             |  |  |       |       |       |       |  |
|  |             |             |             |  |  |       |       |       |       |  |
|  | 1.ºA        |             |             |  |  |       |       |       |       |  |
|  |             |             |             |  |  |       |       |       |       |  |
|  | 2.ºB        |             |             |  |  |       |       |       |       |  |
|  |             |             |             |  |  |       |       |       |       |  |
|  |             |             |             |  |  |       |       |       |       |  |
|  |             |             |             |  |  |       |       |       |       |  |
|  | 1.ºB        |             |             |  |  |       |       |       |       |  |
|  |             |             |             |  |  |       |       |       |       |  |
|  | 2ºA         |             |             |  |  |       |       |       |       |  |
|  |             |             |             |  |  |       |       |       |       |  |
|  |             |             |             |  |  |       |       |       |       |  |

#### Por la permanencia
|  | Playoff 1 |  |  |  |
|  |           |  |  |  |
|  | 4.ºA      |  |  |  |
|  |           |  |  |  |
|  | 5.ºB      |  |  |  |
|  |           |  |  |  |

|  | Playoff 2 |  |  |  |
|  |           |  |  |  |
|  | 4.ºB      |  |  |  |
|  |           |  |  |  |
|  | 5.ºA      |  |  |  |
|  |           |  |  |  |